# Limfjord-Freileitungskreuzung 2

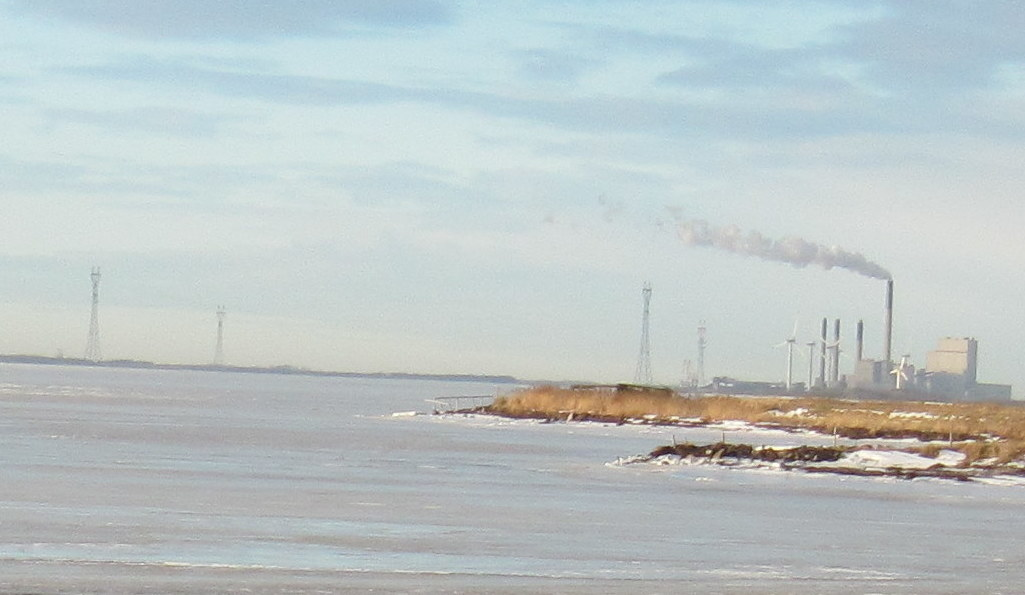
Masten der beiden Kreuzungen (Nr. 2 vorne) am Kraftwerk Nordjylland (rechts)

Die Limfjord-Freileitungskreuzung 2 ist eine Freileitungskreuzung des Limfjord bei Raerup. Sie besteht aus zwei je 141,7 Meter hohen Masten, die sich bei 57° 4′ 9″ nördlicher Breite, 10° 2′ 40″ östlicher Länge und bei 57° 3′ 56″ nördlicher Breite und 10° 1′ 59″ östlicher Länge befinden. Die Maste Limfjord-Freileitungskreuzung 2 sind die höchsten Freileitungsmasten in Dänemark.
Etwa 300 m nördlich verläuft parallel die Limfjord-Freileitungskreuzung 1.